# Vosa útočná

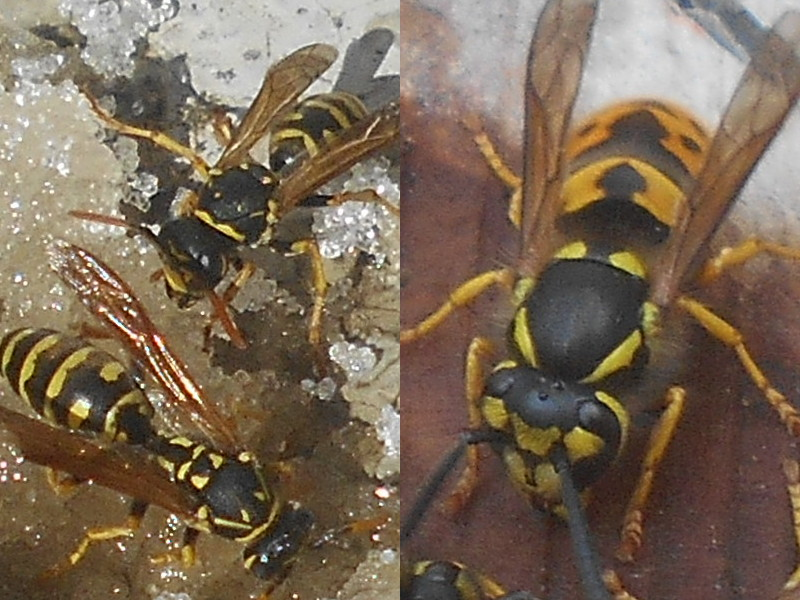
Porovnání vosíka s vosou útočnou. Ve stavbě těla jsou zřetelné rozdíly. Porovnání velikosti není přesné, vosa je ve skutečnosti menší

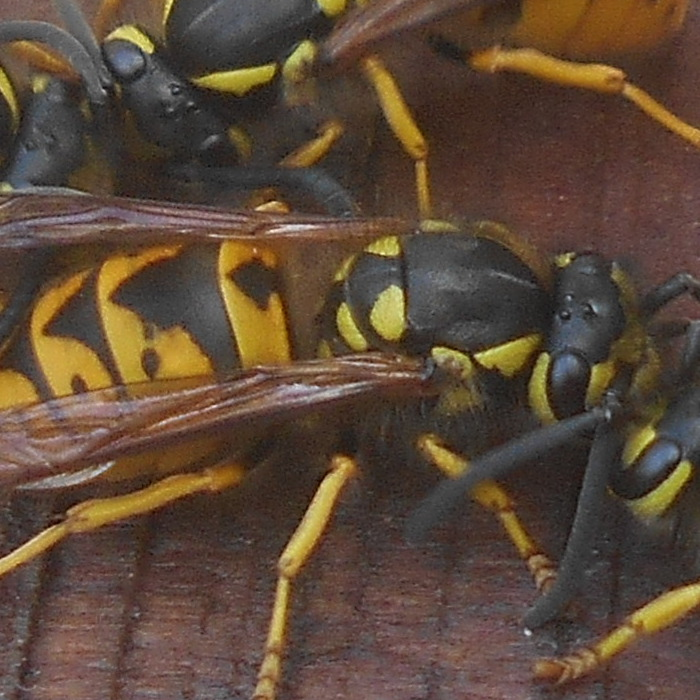
Dělnice vosy útočné. Na temeni hlavy jsou vidět očka (ocelli), kresba na zadohrudi a typická kresba na zadečku

Vosa útočná (Vespula germanica, též Paravespula germanica) je zástupce společenského blanokřídlého hmyzu z čeledi sršňovitých. Své žihadlo může použít opakovaně, neboť není opatřeno zpětnými háčky.
Hnízdo si buduje buď v zemi nebo na půdách či trámech různých staveb.

## Vzhled
Od podobných vos obecných je snadno odlišíme podle zřetelné tečky na čelním štítku, pod kterou jsou menší dvě. U vosy obecné je kresba odlišná a větší. Na horní straně zadečku jsou mezi černými pruhy oddělené tečky, u vos obecných jsou tečky s pruhy spojené. Jako všechny vosy má kromě složených očí ještě tři jednoduchá očka (ocelli) na temeni hlavy. Oproti dalšímu častému druhu vos z čeledi sršňovitých, vosíkům, mají jinou stavbu těla. U vosíků je zvláště nápadný dlouhý zadeček, který vosy nemají. Vosíci za sebou v letu, na rozdíl od vos, volně věší své dlouhé zadní nohy.

## Rozšíření
Původní areál najdeme stejně jako u vosy obecné v Eurasii, vlivem člověka se ovšem dostala do končin nových. S vosou obecnou se setkala v Austrálii (je zde však úspěšnější), na Novém Zélandu (tady je naopak vosou obecnou vytlačována) a v Jižní Americe, samostatně pak kolonizovala Jihoafrickou republiku a Severní Ameriku. Ilustrační mapka rozšíření, zde i na anglické verzi, je chybná – v Jihoafrické republice vosy útočné nalezneme pouze v Západním Kapsku na jihozápadě země. Naopak areál v Severní Americe je podstatně větší. Na Novém Zélandu rovněž občas hnízda na podzim nezanikají a mohou tedy dorůst v dalších letech podstatně větší velikosti než v původním areálu – rekordmanem bylo hnízdo vysoké zhruba 4 m, které obsahovalo asi 4 miliony komůrek. Jedná se o invazivní druh členovce.

## Způsob života

### Složení kolonie
Vosy si, na rozdíl od svých samotářských předků, zakládají velká hnízda. Kolonií se nazývá hmyzí stát, který může vlastnit více hnízd, u vos to ale obvykle je jen jedno. Většinou obyvatel hnízda jsou dělnice, což jsou neplodné samice. Ty se starají o chod kolonie – zajišťují přísun potravy pro larvy a královnu, zvětšují hnízdo a brání ho před vetřelci. Královna pouze klade vajíčka, která projdou stadiem larvy a kukly, než se z nich vylíhne dospělá vosa. Samci ve hnízdě mohou vykonávat i úlohu dělnic, ale nemají žihadlo a sami jsou často dělnicemi krmeni. Jejich primární úlohou je oplození samice, po kterém hynou.

### Životní cyklus
Oplozené samice se probouzejí ze zimního spánku na začátku jara. Hledají nová místa pro hnízdo v norách, někdy i v nadzemních temných prostorách. Své hnízdo staví z rozžvýkaného dřeva, které dobře tepelně izoluje. Hnízdo má strukturu včelího plástu, je tvořeno komůrkami, do kterých naklade královna vajíčka. Larvy z nich vylíhnuté královna krmí masitou potravou. Po několika dnech krmení larvy svou komůrku zavíčkují tenkým bílým vláknem. Uvnitř se zakuklí a přemění ve vosí dělnice. Dělnice pak převezmou všechny práce a královna se věnuje kladení vajíček. S pomocí dělnic se hnízdo rychle rozrůstá a vosy často svou noru musí zvětšit.
Když královna na začátku podzimu naklade vajíčka samic a samců, dělnic je i tisíc. Larvy těchto pohlavních jedinců a dospělci z nich vylíhnutí potřebují intenzivní péči a dělnice kvůli nim zanedbají královnu i larvy dělnic. Královna pak odletí a venku zhyne. Dělnice tak postupně vymřou bez náhrady, ale ještě stihnou pohlavní jedince (zvláště samice) vykrmit. Ti se pak páří venku při tzv. rojení. Samice si najdou místo pro přezimování, může být i několik samic pohromadě. Na jaře opět založí nová hnízda.

### Potrava
Dospělé vosy nejsou dravé a přijímají nektar, ovocné šťávy nebo vyhledávají potravu i u lidí. Přijímají i výživný sekret, který vylučují larvy. Ten obsahuje důležité živiny, které jsou potřeba při létání. Naopak larvy jsou dravé, a dělnice pro ně musí lovit mouchy nebo housenky. Mouchy okusují a obvykle si nechají jen hrudník, který je nejhodnotnější. O potravu larvy žádají škrábáním o stěny buňky, které se mění podle jejich stáří i hladu. Vosy si s larvami i s ostatními potravu předávají tzv. trofalaxí. Mezi dospělci má i společenský význam, jelikož se kombinuje pach obou účastníků a udržuje se tak jednotný pach kolonie.

## Vosy a člověk

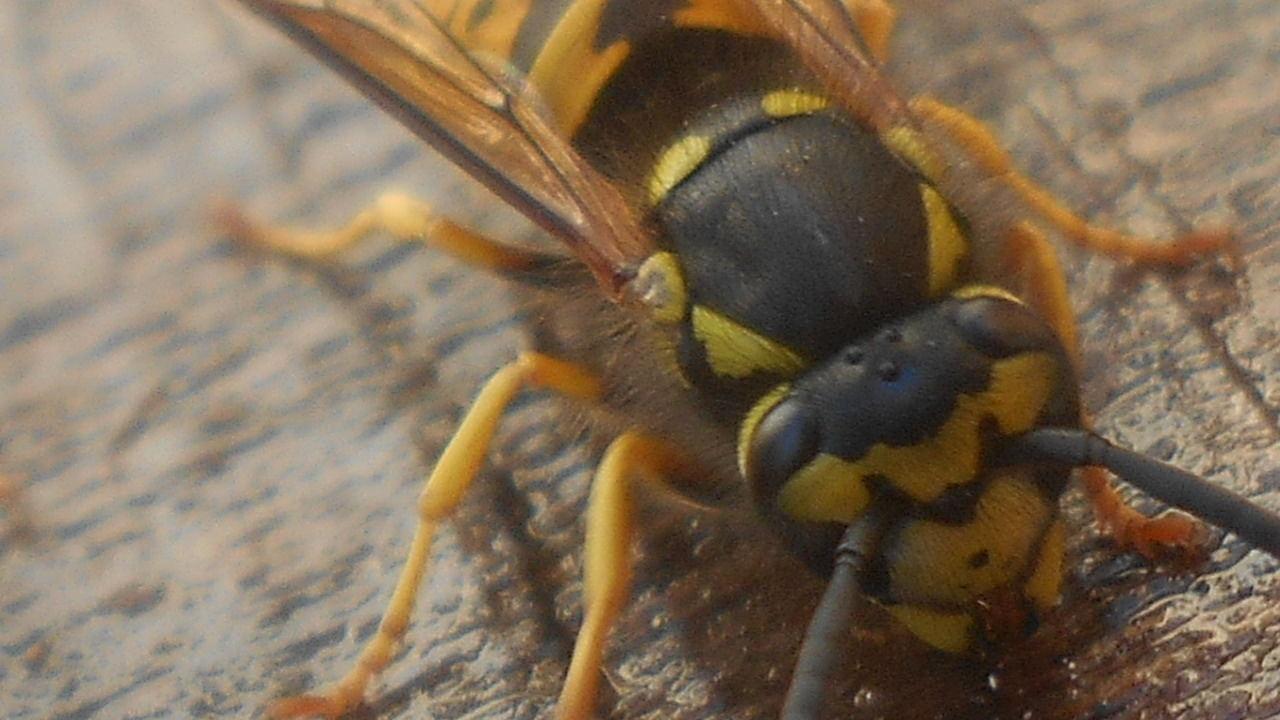
Přední část dělnice vosy útočné

### Agresivita
Vosy útočné jsou poměrně agresivní, ve srovnání s ostatními druhy nejsou tak klidné. Mají poměrně početná hnízda, proto je pravděpodobnost setkání s vosou v blízkosti hnízda větší. Pokud člověk na hnízdo přímo neútočí, napadnou ho nejprve jen strážkyně, které ale hned vypustí poplašný feromon. Ten zmobilizuje ostatní vosy a narušitel je poměrně dlouho pronásledován. Při setkání mimo hnízdo ale bodnutí vosou nehrozí i při neklidném chování (mávání rukama atp.). V kritickém ohrožení bodají dělnice i ve vlastní obraně, např. pokud jsou přimáčknuty.

### Úloha vos v přírodě
Vosy útočné nejsou jako opylovači významné, ale jsou důležitými hubiteli škůdců. Loví zejména mouchy a housenky, příležitostně i můry. Přemnožené vosy mohou napadat včelí úly, kde loví včely nebo kradou med. Jejich přemnožení brání v menší míře ptáci, a to vlha pestrá, včelojed lesní, ale hlavně také sršeň obecná. Konkurencí vosy útočné je vosa obecná, s podobným způsobem života i chováním. Vosy obecné a útočné na sebe při bližším setkání neútočí.

### Falešné útoky
Vosy i sršně začnou člověka varovně obletovat, když jsou vyrušeny. Svou obranu doprovázejí hlasitým bzučením a létají kmitavě. Tímto chováním se snaží narušitele zastrašit, někdy tak reagují i na jiný hmyz. Pokud člověk uteče, vosa jej nepronásleduje. Lidé mohou mít následně pocit, že unikli žihadlu agresivní vosy. Ve skutečnosti však vosa nebo sršeň žihadlo nepoužije, ani když ji člověk ignoruje nebo se dokonce ožene. Někdy člověk zamění mouchu pestřenku za vosu, jelikož tyto mouchy se též chovají jako vosy. Od vos se poznají podle schopnosti stát v letu.